# Commack
Commack és una concentració de població designada pel cens dels Estats Units a l'estat de Nova York. Segons el cens del 2000 tenia 36.367 habitants.

## Demografia
Segons el cens del 2000, Commack tenia 36.367 habitants, 11.697 habitatges, i 10.176 famílies. La densitat de població era de 1.164,3 habitants per km².
Per edats la població es repartia de la següent manera: un 26,3% tenia menys de 18 anys, un 5,3% entre 18 i 24, un 29,7% entre 25 i 44, un 24,6% de 45 a 60 i un 14,1% 65 anys o més.
L'edat mediana era de 39 anys. Per cada 100 dones de 18 o més anys hi havia 91,3 homes.
La renda mediana per habitatge era de 84.009 $ i la renda mediana per família de 88.406 $. Els homes tenien una renda mediana de 61.475 $ mentre que les dones 39.124 $. La renda per capita de la població era de 30.840 $. Entorn del 2% de les famílies i el 2,8% de la població estaven per davall del llindar de pobresa.